# Puente de la paz (Calgary)
El puente de la paz es un puente que acomoda a personas que caminan y andan en bicicleta a través del río Bow en Calgary, provincia de Alberta, en Canadá. El puente, diseñado por el arquitecto español Santiago Calatrava, se inauguró el 24 de marzo de 2012.
El puente fue construido por la ciudad de Calgary para conectar la vía del río Bow del sur y el centro de Calgary con la vía del río Bow del norte y la comunidad de Sunnyside . Esta conexión fue diseñada para acomodar el creciente número de personas que van y vienen del trabajo y las que utilizan los caminos de Calgary. Según los informes, el puente es utilizado por 6000 personas al día y se ha clasificado entre los 10 mejores proyectos arquitectónicos en 2012 y entre los 10 mejores espacios públicos de 2012.

## Diseño
El diseño sigue requisitos estrictos sin muelles en el agua (en un esfuerzo por minimizar la huella ecológica) y altura restringida (debido a la vecindad del helipuerto City/Bow River ).
El puente también ha sido diseñado para:
- Resistir el ciclo de inundación de uno en 100 años de Calgary
- Cumplir con una vida útil mínima de 75 años.
- Permitir el acceso sin barreras para personas de todo tipo de movilidad.
- Proporcionar comodidad y seguridad a través de la iluminación[3]

El puente es una desviación de los diseños anteriores de Calatrava, que eran típicamente formas asimétricas ancladas por altos mástiles. Otro elemento atípico es el color; mientras que la mayoría de los diseños de Calatrava son blancos, el Puente de la Paz presenta rojo y blanco como se usa tanto en Canadá como en Calgary .
Características
- Estructura de acero helicoidal con techo de cristal (acero de 850 toneladas )
- Un ancho de 6,3 metros - el doble del ancho de otros puentes peatonales en el área
- Tráfico segregado de bicicletas y peatones
- Iluminación para uso nocturno

Materiales usados
- Acero para los arcos
- Estribos y tablero de hormigón armado

Dimensiones
- Longitud del vano: Viga tubular 126 metros (413,4 pies)
- Longitud total: Out to Out 130,6 metros (428,5 pies)
- Ancho total: 8 metros (26,2 pies)
- Altura total: 5,85 metros (19,2 pies)
- Ancho interior: 6,2 metros (20,3 pies) ( 3,7 metros (12,1 pies) para peatones y 2,5 metros (8,2 pies) para carril bici)[5]

Los fondos para el Puente de la Paz fueron proporcionados por el presupuesto capital de la ciudad. Para el departamento de transporte, los gastos de capital específicos están dirigidos por el Programa de Inversión en Infraestructura de Transporte (TIIP), que define la prioridad y el momento de los principales proyectos de construcción de infraestructura. Este programa enfatiza los peatones y ciclistas en áreas de alta densidad donde estos modos son más eficientes para mover personas, apoyar el uso de la tierra y disminuir los impactos ambientales. A febrero de 2012, los costos aproximados fueron:
- Total: $24,5 millones
- por Construcción: $17.995 millones
- por Diseño arquitectónico y estructural, ingeniería especializada y aseguramiento de la calidad: $3.9 millones
- por Administración y contingencia del proyecto: $2.6 millones[7]

El 8 de septiembre de 2008, el Ayuntamiento de Calgary aprobó el informe LPT2008-49 que reservó $ 25 millones para el proyecto Peatones Gateways para dos puentes que cruzan el río Bow: uno al oeste de Parco del Prince's Island y otro al oeste de la Isla de San Jorge. La decisión ordenó a la Administración que diseñara y construyera un puente y desarrollara un diseño conceptual para el segundo.[cita requerida]
La construcción comenzó en marzo de 2010. Se construyó una estructura temporal inmediatamente aguas arriba de la ubicación del puente y sirvió como lugar para ensamblar el puente antes de moverlo a su posición final.
El puente tubular se fabricó en España y se envió a Calgary. El ensamblaje de las piezas del puente comenzó en el otoño de 2010 y el puente se movió al otro lado del río Bow en noviembre de 2011.
Durante la inspección de soldadura de rutina, se descubrió que algunas de las soldaduras no cumplían con los estándares de calidad. Como resultado, la ciudad contrató a una empresa de inspección independiente para realizar una inspección más exhaustiva de las soldaduras realizadas en España. Las inspecciones adicionales, las señales de alarma sobre la estética de la obra de acero, las reparaciones de soldadura y los problemas con las losas de concreto dañadas contribuyeron a múltiples demoras en la apertura del puente.
El puente, que originalmente se suponía que se abriría en el otoño de 2010, se abrió al público el 24 de marzo de 2012.
Para conmemorar el Día 150 de Canadá, el Proyecto Red Ball se instaló durante un día (26 de junio de 2017) en el Puente de la Paz de Calgary.

## Galería

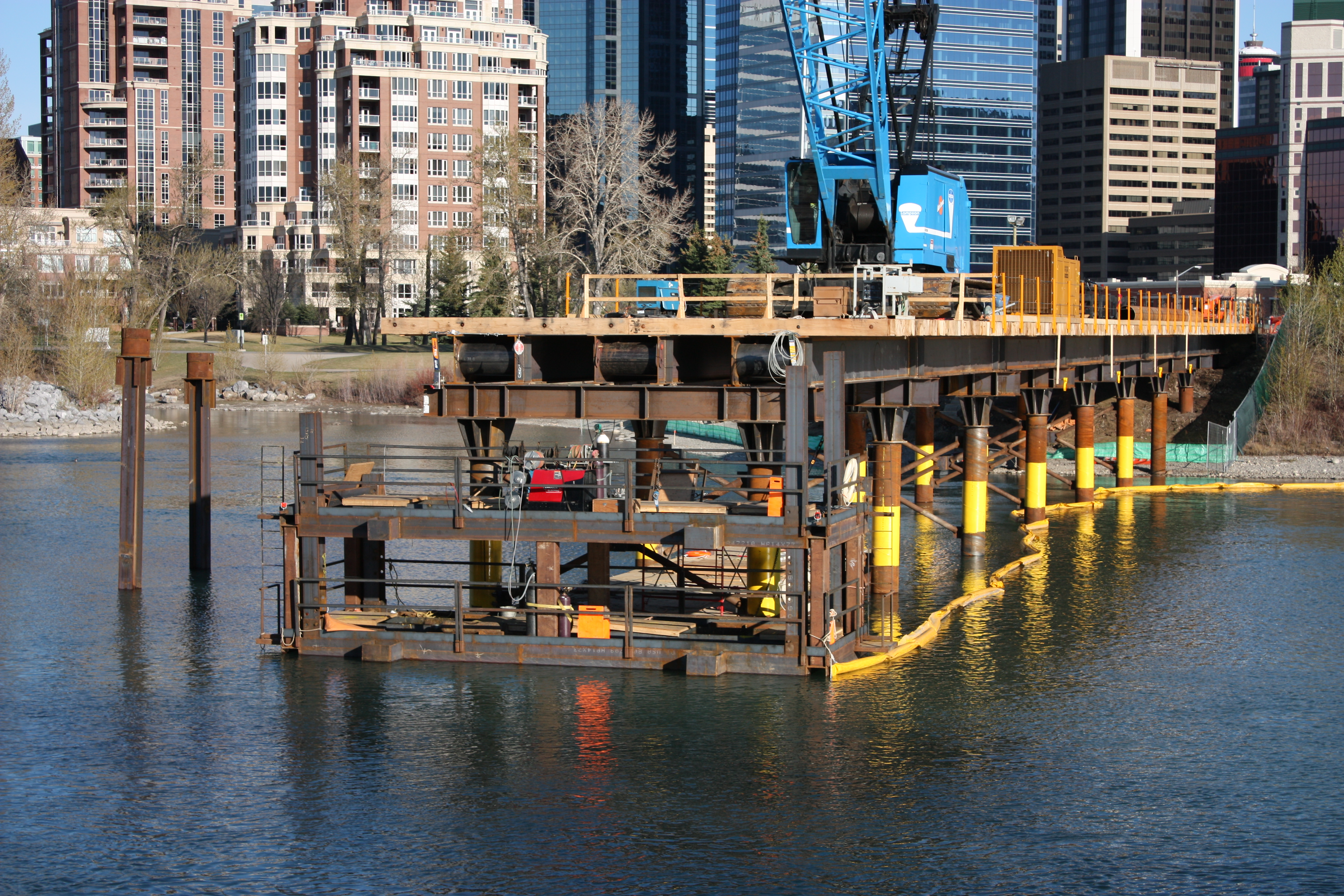
El puente temporal construido para apoyar la construcción de lo que se convertiría en el "Puente de la paz" en mayo de 2010
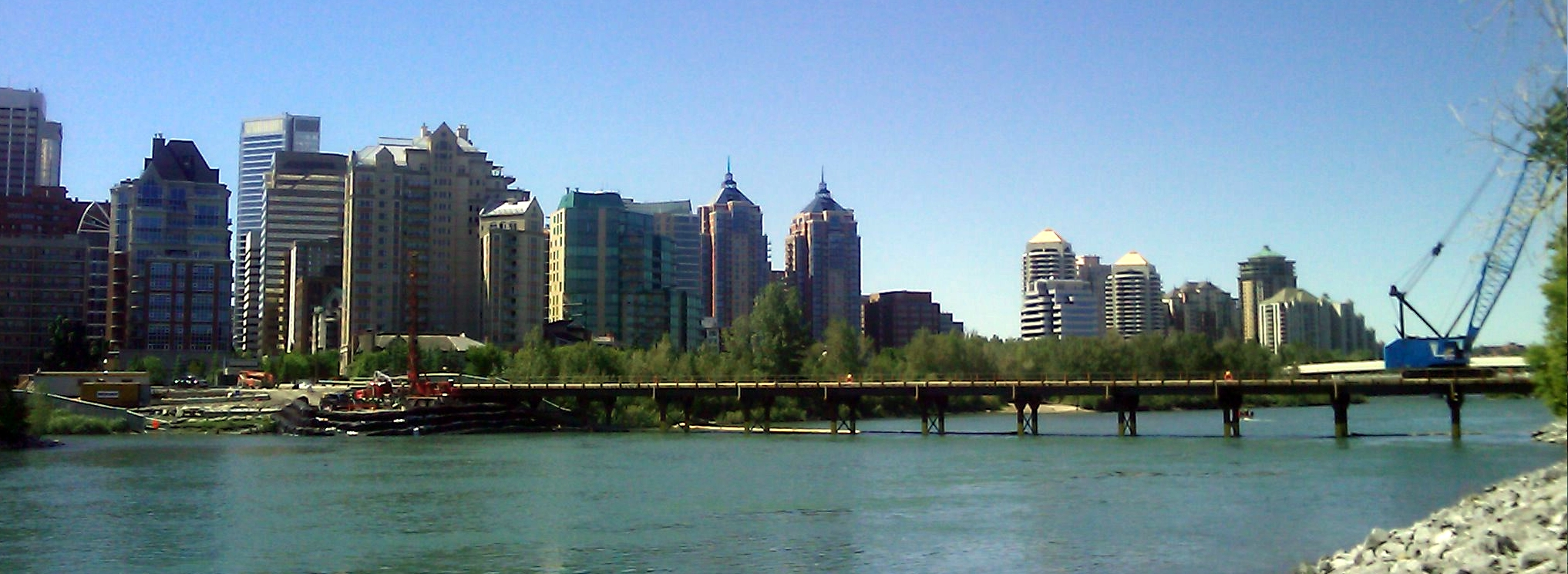
el puente temporal se completó en junio de 2010
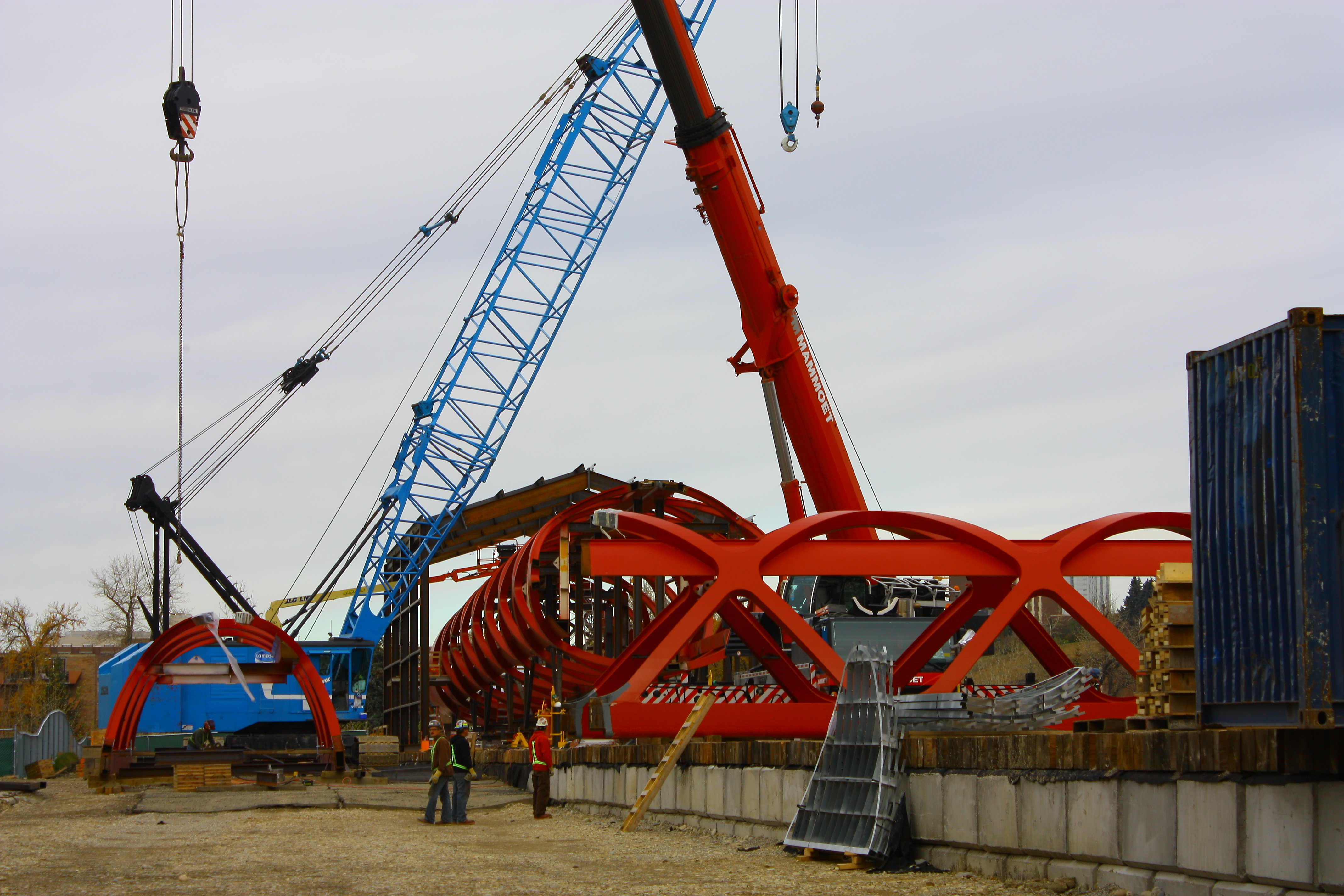
La ensamblacion de la piezas del puente
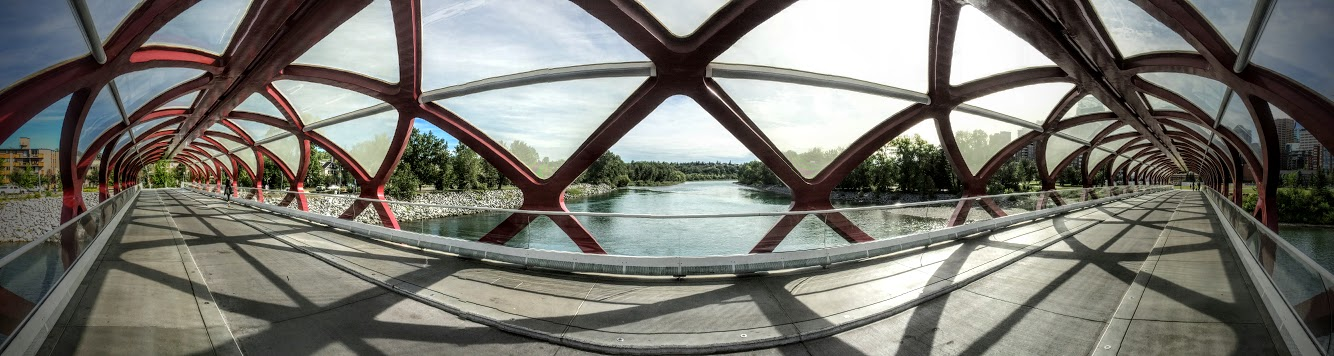
Un foto panorámica del "puente de la paz"
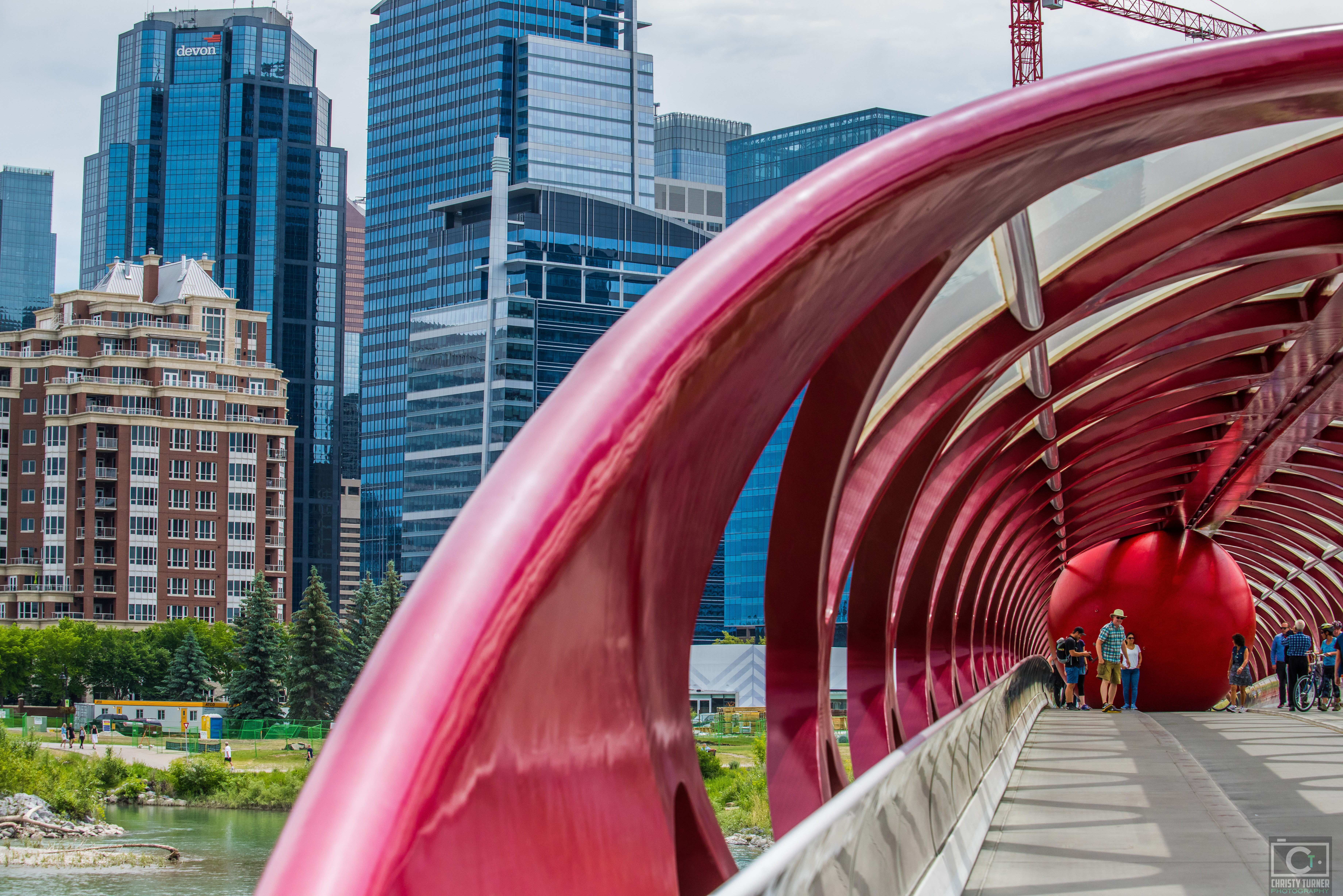
El proyecto "Red Ball" instalado dentro del Calgary Peace Bridge en 26 de junio de 2017
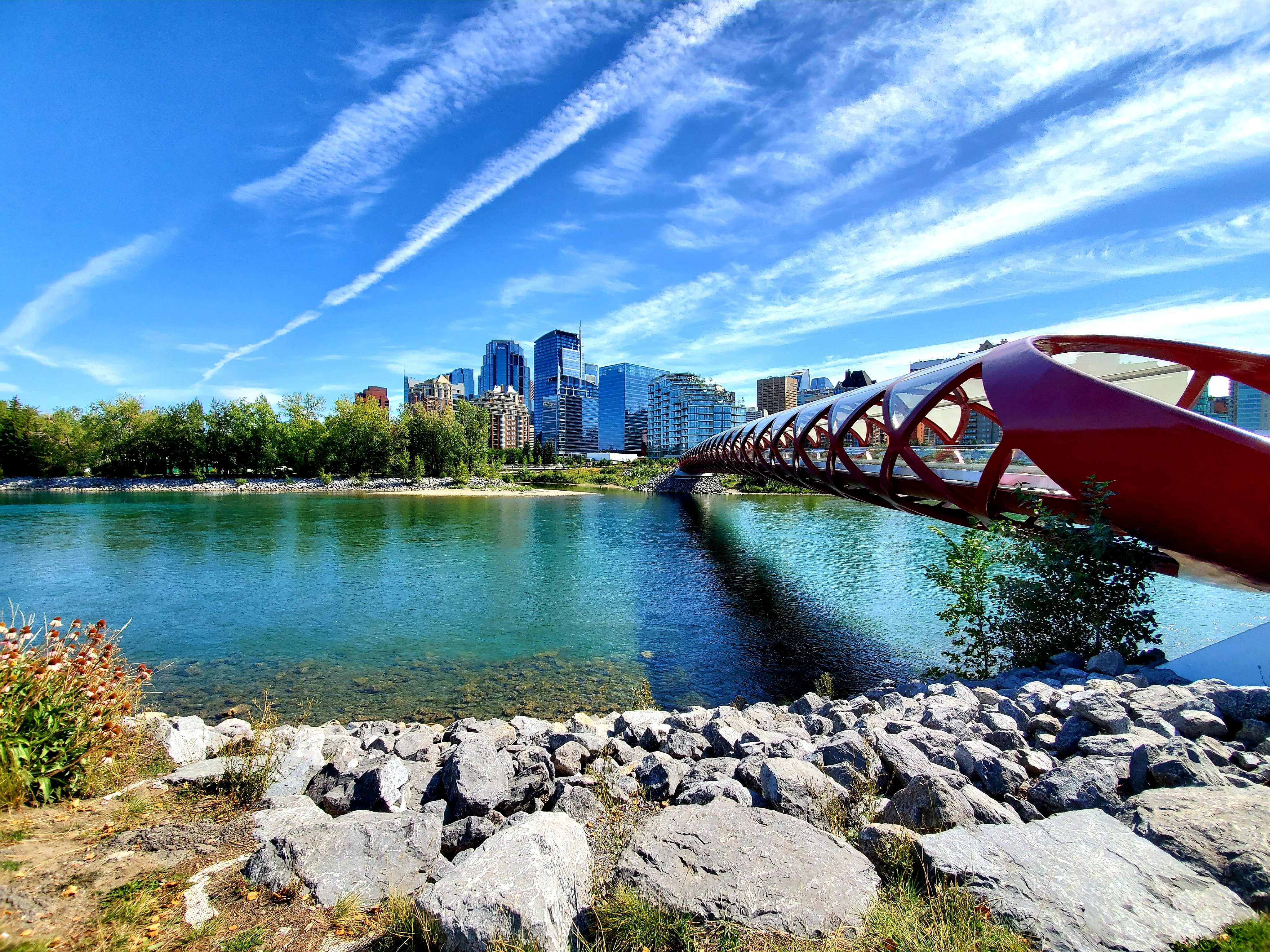
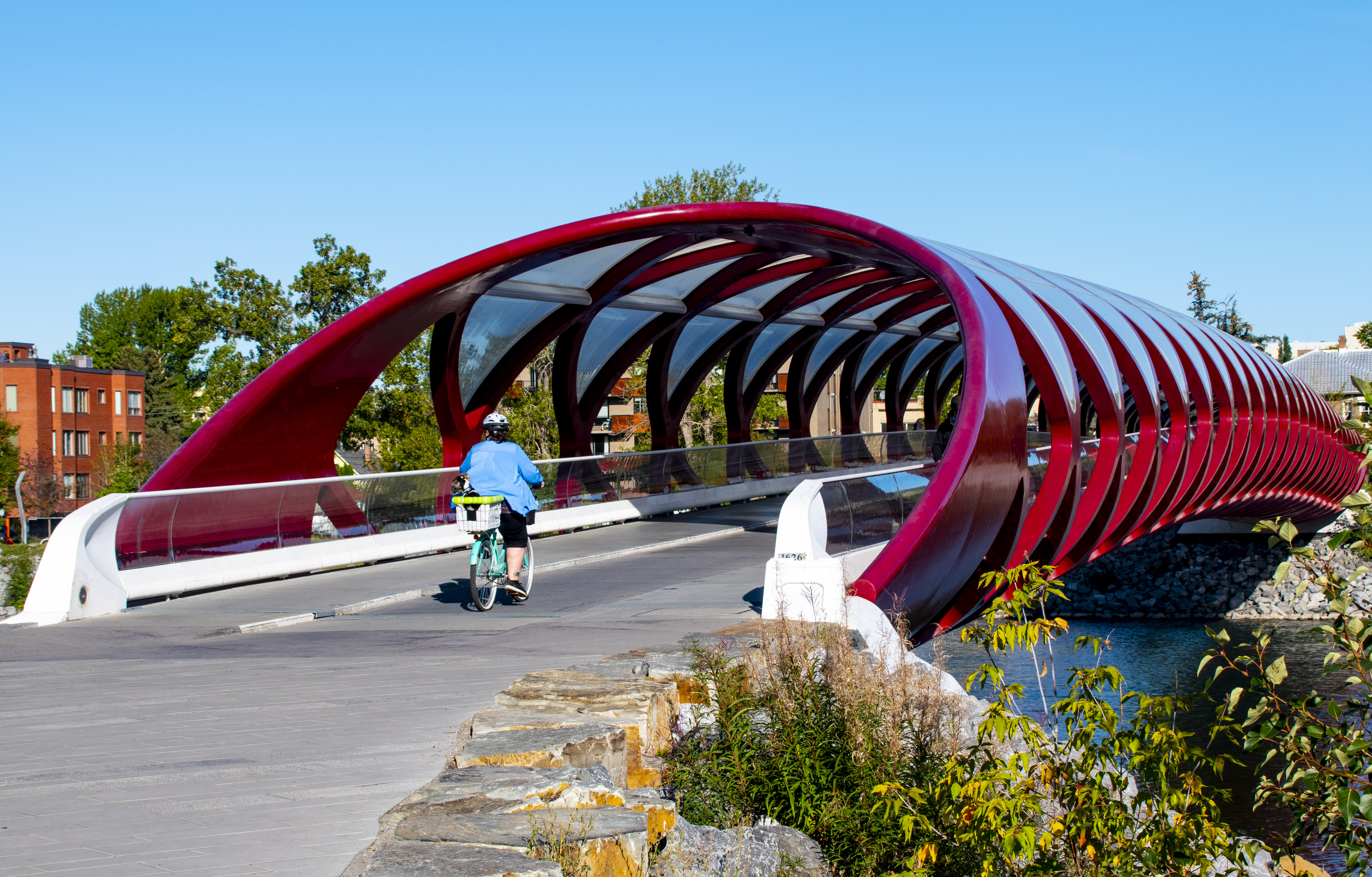
Un ciclisto cruzando el puente de la paz
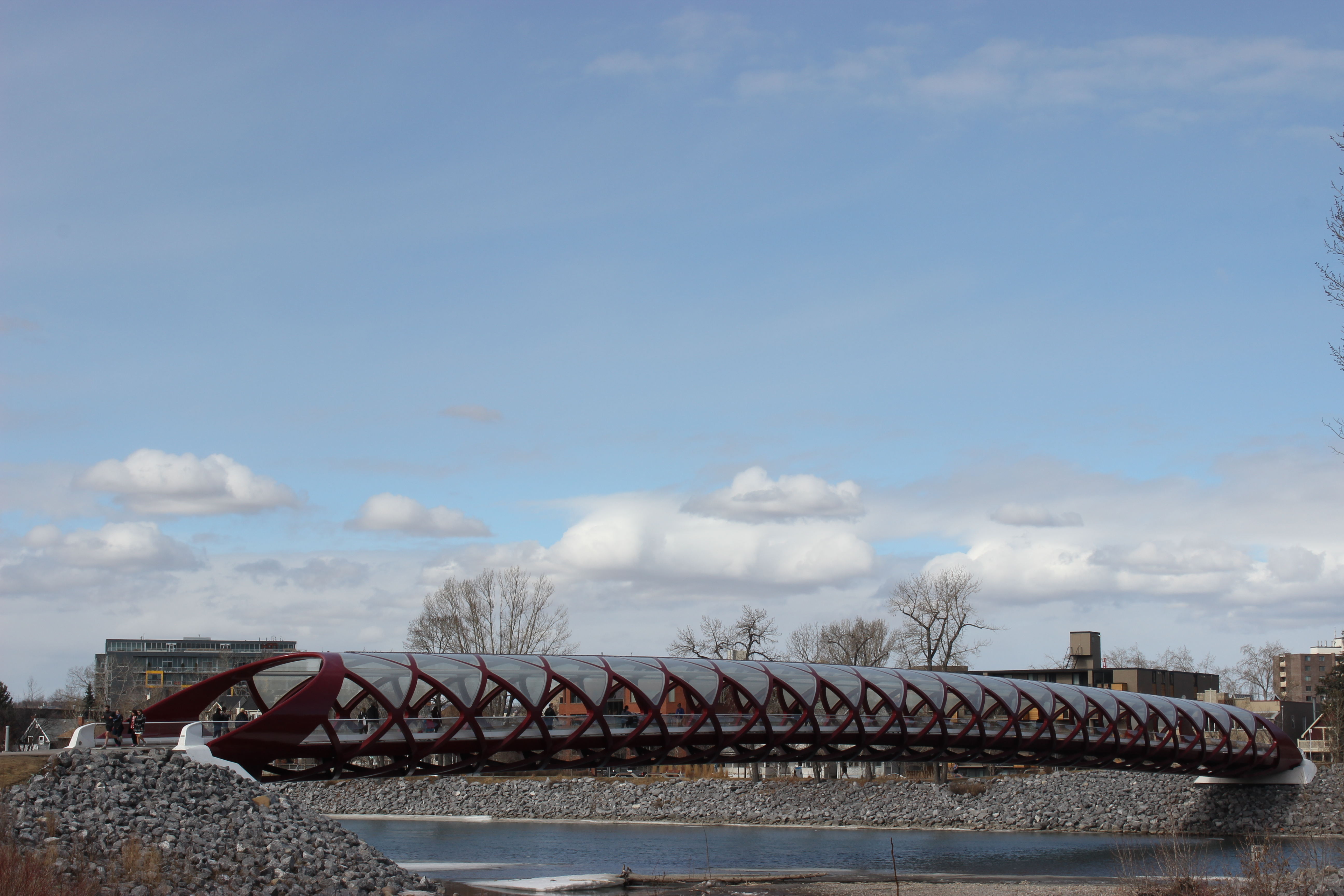
una vista de pseudo-lado que muestra la longitud del "Puente de la paz"
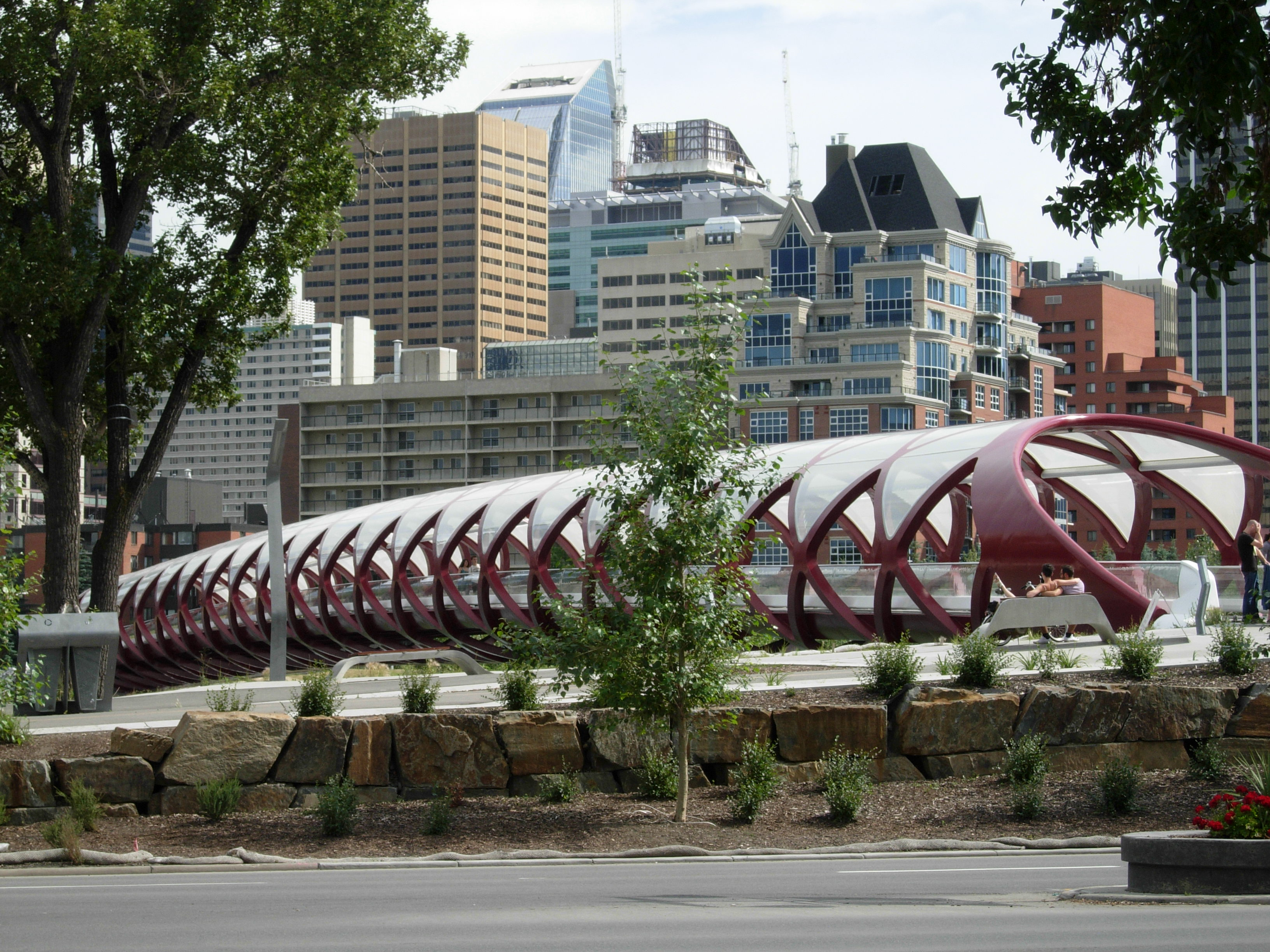
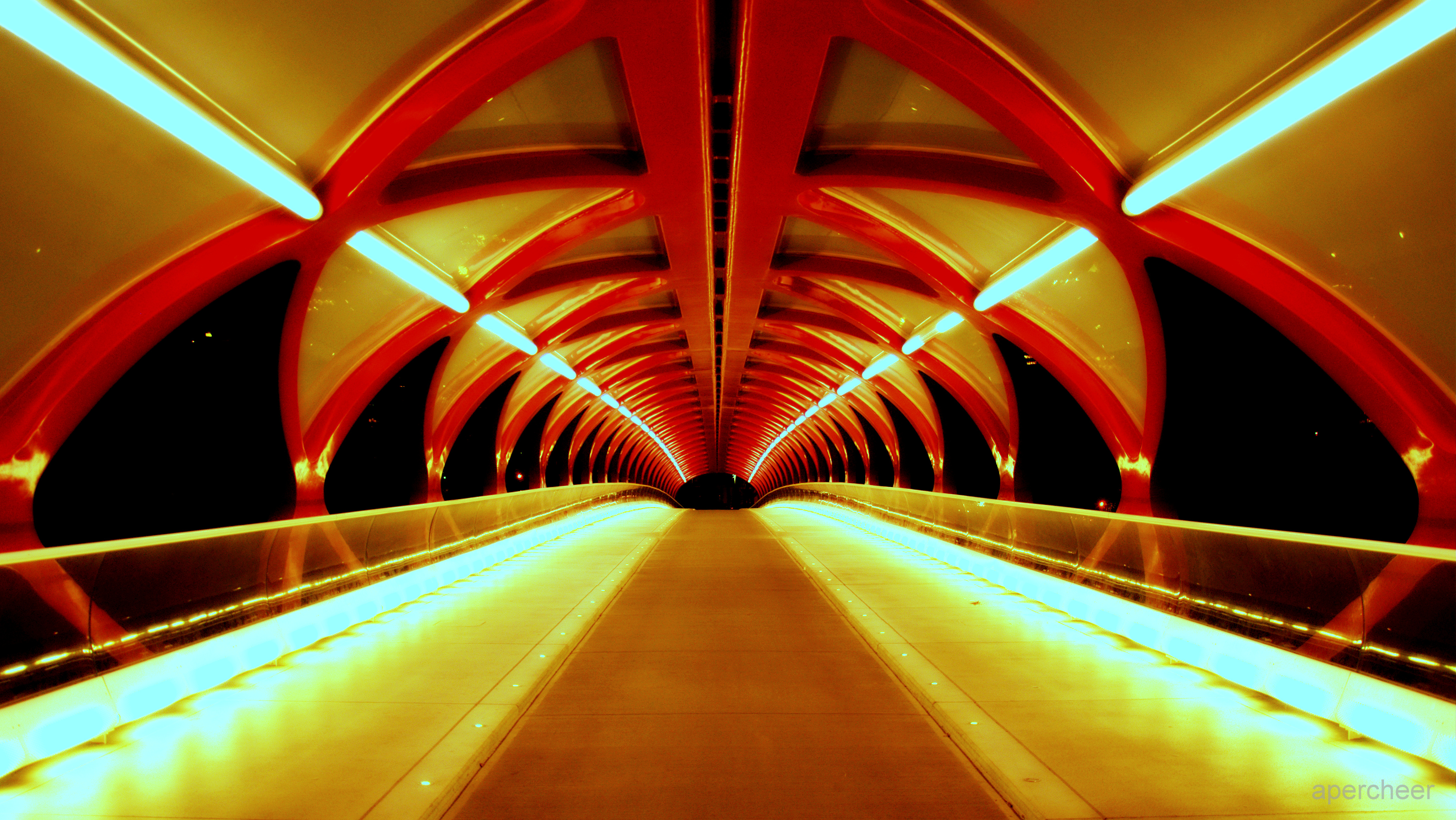
El "puente de la paz" en la noche con luces que iluminan el interior
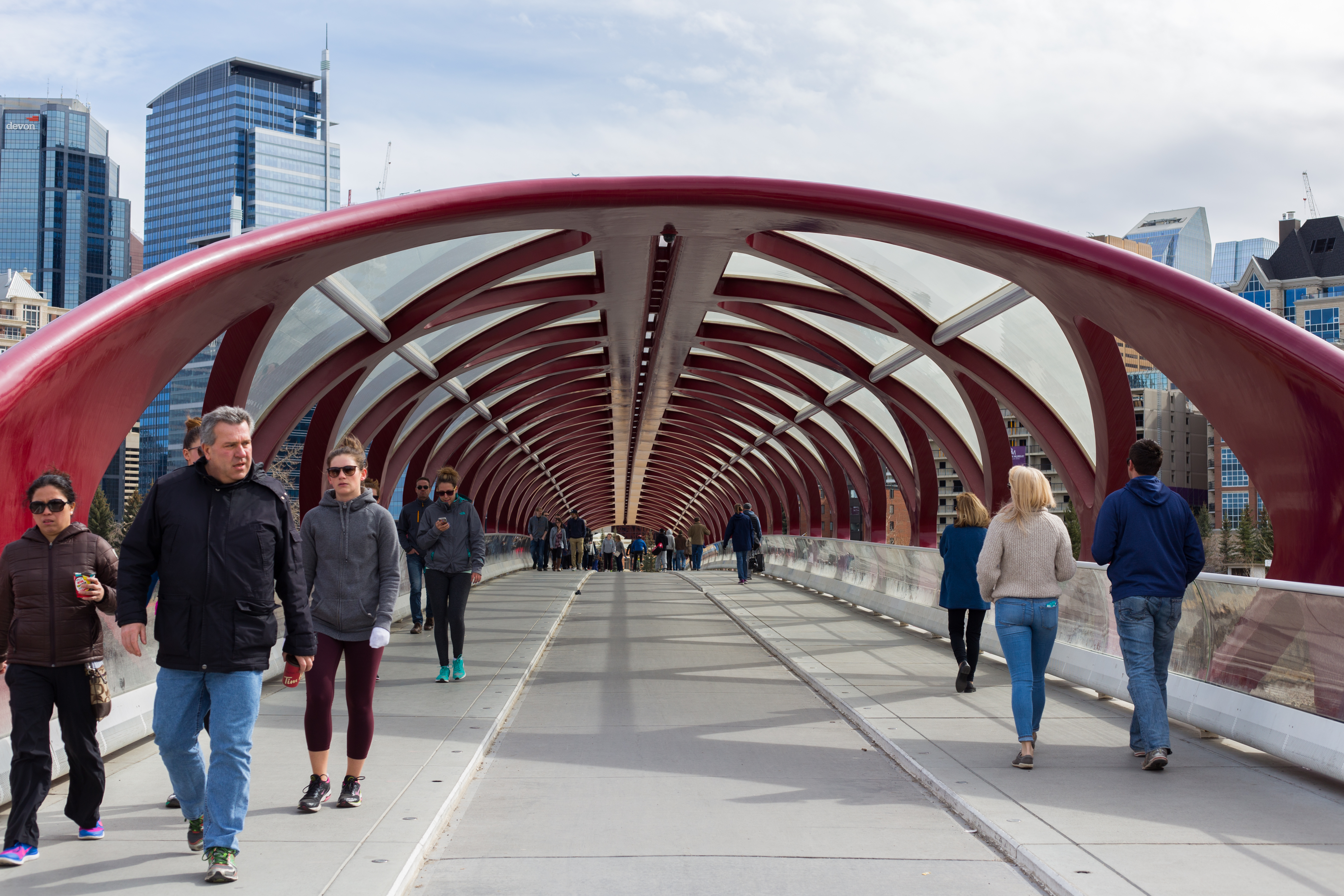
Gente que usa el "Puente de la paz"
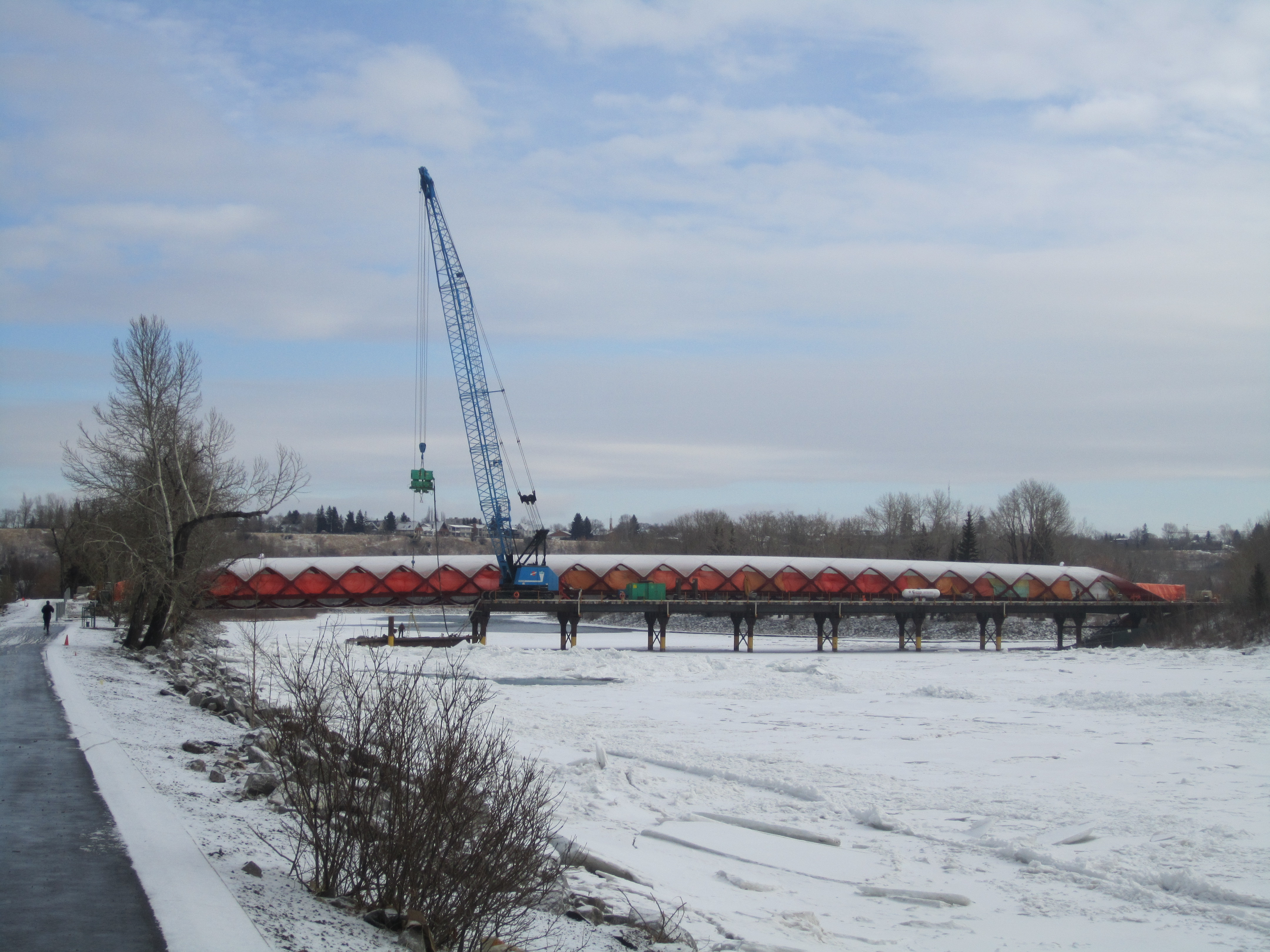

## Crítica
El Puente de la Paz ha recibido muchas críticas del público, a saber:
- Hay otros tres puentes peatonales a 275 m al oeste, 400 m al oeste y 900 m al este de su ubicación. Sin embargo, el Puente de la Paz es el único puente, en Calgary, que proporciona carriles exclusivos para bicicletas que cruzan el río Bow.
- El diseño fue de una sola fuente.[15]
- El diseño fue adjudicado a una empresa extranjera.
- El puente cruza hacia la orilla norte del río Bow, pero no se extiende sobre una carretera arterial concurrida ( Memorial Drive )[16]
- Se proyecta que el costo final supere los $ 30,400 por metro cuadrado.
  - Algunos periodistas han afirmado que el Puente de la Paz tiene un costo por área más bajo que los puentes para peatones y ciclistas de longitud similar.[17]
  - Otros indicadores sitúan al Puente de la Paz entre los puentes más caros en cuanto a coste por metro de longitud, con aproximadamente 114.000 € (equivalente a 2010);[18] fue casi 10 veces el costo de $ 3 millones del puente Pedro e Inês construido en 2007 que se extiende por 600 pies[19]

El puente tiene cierta similitud con el puente Hans Wilsdorf en Ginebra, diseñado por el estudio de arquitectura de Brodbek-Roulet.